# John C. Wells
Pour les articles homonymes, voir John Wells (homonymie) et Wells.
John Christopher Wells, MA (Cambridge), PhD (Université de Londres) (né le 11 mars 1939 dans la ville de Bootle, Merseyside) est un phonéticien britannique et professeur d'espéranto à l'University College de Londres, où jusqu'en 2006 il était titulaire de la chaire de phonétique. Il est un des cinq membres du comité académique de Linguaphone.

## Biographie
Son père était originaire d'Afrique du Sud et sa mère était anglaise ; il a deux frères plus jeunes.
Après une enfance pauvre, il a étudié les langues et il a appris lui-même la sténographie américaine. Il a appris le gallois, et il a été interviewé en gallois à la radio.
Il est surtout connu pour Accents of English (livre et cassette), et The Sounds of the IPA (livre et CD), pour Lingvistikaj aspektoj de Esperanto, et pour le Longman Pronunciation Dictionary. Il est l’auteur du dictionnaire anglais-espéranto le plus employé et également l'inventeur de l'alphabet phonétique X-SAMPA utilisant les caractères ASCII.
Pendant l'été, il anime un cours sur deux semaines consacré à la phonétique pratique et théorique, outre des aspects qui concernent l'enseignement de la phonétique. Le cours se conclut par des examens oraux et écrits, qui donnent droit au « Certificat IPA de Compétence phonétique en anglais » (IPA Certificate of Proficiency in the Phonetics of English). Une partie très importante de ses recherches est consacrée à la description phonétique des variétés de l'anglais ; de 2003 à 2007, il a été le président de l'Association Phonétique Internationale.
Wells a appris l'espéranto à seize ans en 1956 ; il a été président de l'Association mondiale d'espéranto (UEA) de 1989 à 1995. Puis de 2007 à 2013, il a été président de l'Académie d'espéranto.
Avec d'autres espérantistes de tous niveaux, de nombreux espérantophones très expérimentés ont rejoint la Wikipédia en espéranto. Au moins trois éditeurs sont membres de l’Académie d’espéranto, Gerrit Berveling, John C. Wells, et Bertilo Wennergren, un grammairien de l'espéranto et le directeur de la section de l’Académie pour le vocabulaire espéranto.

## Œuvres

### Essais
- 1962 - A specimen of British English dans Maître Phonétique Nr. 117, S. 2-5.
- 1967 - Specimen. Jamaican Creole. dans Maître Phonétique, Nr. 127 S. 5.
- 1968 - Nonprevocalic intrusive "r" in urban Hampshire dans Progress Report, UCL Phonetics Laboratory, S. 56-57
- 1970 - Local accents in England and Wales dans J.Ling., Nr. 6, S. 231-252.
- 1979 - Final voicing and vowel length in Welsh dans Phonetica'. 36.4-5, S. 344-360.
- 1980 - The brogue that isn't dans JIPA vol. 10 (1980), S. 74-79. Can be read on-line.
- 1985 - English accents in England dans P. Trudgill (Hrsg.): Language in the British Isles. Cambridge University Press. 55-69.
- 1985 - English pronunciation and its dictionary representation dans R. Ilson: (Hrsg.):  Dictionaries, lexicography and language learning. Oxford: Pergamon.
- 1994 - The Cockneyfication of RP? dans G. Melchers u.a. (Hrsg.): Nonstandard Varieties of Language. Papiers de Stockholm Symposium 11-13 avril 1991. 198-205. Stockholm Studies in English LXXXIV. Stockholm: Almqvist & Wiksell International.
- 1995 - New syllabic consonants in English dans J. Windsor Lewis (Hrsg.): Studies in General and English Phonetics. Essays in honour of Prof. J.D. O'Connor. London: Routledge.  (ISBN 0415080681).
- 1995 - Age grading in English pronunciation preferences dans Proceedings of ICPhS 95, Stockholm, vol. 3:696-699.
- 1996 - Why phonetic transcription is important dans Malsori (Journal of the Phonetic Society of Korea) 31-32, S. 239-242.
- 1997 - What's happening to Received Pronunciation? dans English Phonetics (English Phonetic Society of Japan), 1, S. 13-23.
- 1997 - Our changing pronunciation dans Transactions of the Yorkshire Dialect Society xix, S. 42-48
- 1997 - One of three named "main technical authors" for Part IV, Spoken language reference materials dans D. Gibbon et al (Hrsg.): Handbook of Standards and Resources for Spoken Language Systems. Berlin: Mouton de Gruyter, 1997.
- 1997 - Whatever happened to Received Pronunciation? dans Medina & Soto (Hrsg): II Jornadas de Estudios Ingleses, Universidad de Jaén, Spain, S. 19-28.
- 1997 - Is RP turning into Cockney? dans M. P. Dvorzhetska, A. A. Kalita (Hrsg.): Studies in Communicative Phonetics and Foreign Language Teaching Methodology. Kyiv State Linguistic University, Ukraine, S. 10-15.
- 1999 - „Which pronunciation do you prefer?“ dans IATEFL Bd. 149, June-July 1999, "The Changing Language", S. 10-11.
- 1999 - Pronunciation preferences in British English. A new survey dans Proc. of the 14th International Congress of Phonetic Sciences, San Francisco, 1999.
- 2000 - British English pronunciation preferences. A changing scene dans Journal of the International Phonetic Association (1999) 29 (1), S. 33-50.
- 2000 - Overcoming phonetic interference dans English Phonetics (Journal of the English Phonetic Society of Japan), Nr. 3, S. 9-21.
- 2001 - Orthographic diacritics dans Language Problems and Language Planning 24.3.
- 2002 - John Wells. In: K. Brown, V. Law (Hrsg.): Linguistics in Britain. Personal histories. Publications of the Philological Society, 36. Oxford: Blackwell.
- 2002 - Accents in Britain today dans Ewa Waniek-Klimczak, Patrick J. Melia (Hrsg.): Accents and Speech in Teaching English Phonetics and Phonology. Lang, Frankfurt/M. 2002 [2003].  (ISBN 3631396163), S. 9-17.
- 2003 - Phonetic research by written questionnaire dans M. J. Solé et al (Hrsg.): Proc. 15th Int. Congress of Phonetic Sciences, Barcelona, R.4.7:4
- 2003 - Phonetic symbols in word processing and on the web dans M. J. Solé et al (Hrsg..): Proc. 15th Int. Congress of Phonetic Sciences, Barcelona, S.2.8:6

### Monographies
- 1962 - A study of the formants of the pure vowels of British English. Inédit, thèse de MA, Université de Londres.
- 1971 - Practical Phonetics. London: Pitman.  (ISBN 0273439499) (en collaboration avec G. Colson)
- 1973 - Jamaican pronunciation in London. Publications of the Philological Society xxv. Oxford: Blackwell.  (ISBN 0631147306). (Version revue de sa PhD dissertation, 1971.)
- 1982 - Accents of English. Trois volumes + cassette. Cambridge University Press.
- 1990 - Longman Pronunciation Dictionary. Longman. (ESU Duke of Edinburgh's Prize.)
- 1993 - Hutchinson Dictionary of Difficult Words. Publié par John Ayto. Oxford: Helicon.
- 1994 - Longman Interactive English Dictionary. CD-ROM, comprenant une version parlée du Longman Pronunciation Dictionary. ACT Multimedia/ Harlow: Longman,  (ISBN 0582236940).
- 2000 - Longman Pronunciation Dictionary. Seconde édition. Harlow: Pearson Education Limited.  (ISBN 058236468X) (relié),  (ISBN 0 582 36467 1) (broché).